# Vosem' s polovinoj dollarov
Vosem' s polovinoj dollarov (Восемь с половиной долларов) è un film del 1999 diretto da Grigorij Konstantinopol'skij.

## Trama
Il film racconta la regista di spot pubblicitari di nome Gera Kremov, che riceve 300.000 dollari per le riprese di un film per un pericoloso bandito. Al mattino si è scoperto che Gera aveva bevuto metà di questa quantità e l'amata ragazza di questo mafioso era sdraiata nel suo letto.